# هامفري مارشال
هامفري مارشال (1722-1801) (بالإنجليزية: Humphry Marshall)‏ هو عالم نبات أمريكي.